# 小行星8573
小行星8573（英語：8573 Ivanka）是一颗围绕太阳公转的小行星。1996年11月4日，茲德內克·莫拉維克在克列特发现了此天体。
这颗小行星的绝对星等为81.22431218813169等。